# Арабела (сериал)
„Арабела“ е чехословашки игрален и комедиен детски сериал от 1980 година.
Първоначално Либуше Шафранкова е избрана да играе ролята на принцеса Арабела, но по време на снимките тя боледува и ѝ се налага да откаже ангажимента. Впоследствие ролята е поета от Яна Нагьова, но заради силния ѝ словашки акцент гласът ѝ бива дублиран от Шафранкова. В продължението „Арабела се завръща“ ролята се изпълнява изцяло от Мирослава Шафранкова, която е по-младата сестра на Либуше Шафранкова.

## Сюжет
Г-н Майер, живеещ с жена си и двете им деца в света на хората, разказва приказки в местната телевизия. В 1-ви епизод по време на заснемане на тв продукция той напълно случайно открива вълшебна камбанка, която вълшебникът Йехота (предшественик на вълшебника Румбурак) е изгубил нейде в света на хората по време на гостуването си там. Секунди след като някой в света на хората я разлюлее - по вълшебен начин в света на хората се материализира някой(и) дошъл(и) пристигнал от страната на приказките. За нещастие, упътван гласово от вълшебника Румбурак, той застрелва говорещия вълк от приказката „Вълкът и седемте козлета“.
Междувременно злият вълшебник Румбурак открадва вълшебния пръстен, купува си тв радиоизлъчвател, микрофон, като външно временно прилича на истинския господин Майер се включва в телевизионно детско предаване чийто легален водещ е Майер, и започва да всява хаос и паника в света на приказките. В това време той иска да отмъсти на Майер, защото Румбурак е обвинен в убийството на вълка. Кралят на страната на приказките е отчаян. Кралицата заповядва на придворния вълшебник Виго и той за наказание чрез вълшебен пръстен превръща вълшебника Румбурак временно в говорещ вълк за да замести убития такъв по погрешка. Временно трансформирания вълшебник Румбурак ядосан, огорчен и отчаян отива за помощ в горската къща на вълшебница и тя чрез вълшебство му помага отново да възвърне човешкия си облик. Синът на Майер – Петър се влюбва в принцеса Арабела – една от двете дъщери на краля управляващ страната на приказките. Двете смели деца Хонзик и Марженка, заедно с Петър и принцеса Арабела се опитват да заловят вълшебника Румбурак. Придворния вълшебник Виго, ползвайки вълшебен пръстен, временно превръща г-н Майер в дакел с цел да не може да се показва като човек пред камера. Легалният тв екип осъзнава че някой незаконно се включва в директното вечерно излъчване на детската приказка за „лека нощ“.
Докато Хиацинт – крал на страната на приказките е в света на хората, другата му дъщеря принцеса Ксения вдъхновена от индустриалната революция на хората решава да внесе ненужен хаос в страната на приказките ползвайки вълшебния пръстен: заповядва боклукчийски камион пренесен вълшебно от света на хората да разтовари в питейната вода на езеро, което е в света на приказките, изгражда модерен жилищен блок в който да живеят по нейна заповед героите от детските приказки, вълшебно превръща някои от жителите на света на приказките в леки автомобили. Вълшебникът Румбурак и вълшебницата живееща в гората се трансформират временно в гарвани, долитат и кацат на прозореца на стаята на истинската кралица след като дъщеря ѝ Арабела е излязла от стаята на майка си. Румбурак чрез пръстен я трансформира външно временно в бяла гълъбица, която отлита нанякъде. Временно трансформираната горска вълшебница на външен вид се отличава от оригиналната кралица само по това, че е с огромна черна брадавица край долния ляв край на носа си.
С помощта на вълшебно наметало Румбурак и Блекута се озовават в света на хората, където участват в нови чудати приключения, а принцесите Арабела и Ксения заедно с вълшебника Теофил Виго отиват в света на хората, за да се опитат да спрат лошотиите, извършени от вълшебника Румбурак и надеждно и ефективно да му попречат да внася хаос в двата свята. Легално жена разказва вечерната детска тв приказка като временно замества г-н Майер, но в това време незаконно пак се включва на същата тв радиочестота вълшебника Румбурак който временно е с външния вид, но не и с гласа, на оригиналния г-н Майер.
Принцеса Ксения се омъжва за принц Вилибалд и чрез вълшебния пръстен сменя кралския дворец с небостъргач. Арабела успява да напише бележка, която бялата гълъбица отнася в двореца на Фантомас (Фантомас е владетел в света на приказките за възрастни), намиращ се в света на приказките за възрастни, който набива метални пръчки, с цел да ги ползва за импровизирани стъпала, по външната част на крепостната стена и така той успява да влезе през покрива/крепостната стена и навреме да се озове в тъмницата, където палач се готви да обезглави студента, сприятелил се с принцеса Арабела, пленява вълшебника Румбурак, който временно си почива седнал върху стол, отнема му вълшебния пръстен и го връчва на принцеса Арабела, която с помощта на вълшебния пръстен възвръща човешкия облик на майка ѝ – кралицата от света на приказките за деца и така напускат замъка на вълшебника Румбурак поживо-поздраво.

## В България
В България сериалът е излъчен в края на 80-те и в началото на 90-те години на 20-и век по Канал 1. През ноември 2007 г. започва повторно излъчване по Диема Фемили, а разписанието е всеки делничен ден от 17:30. През лятото на 2016 започва повторно излъчване по БНТ 1, всеки делничен ден от 09:45 с нов дублаж.
В дублажа на БНТ от 80-те години ролите се озвучават от н.а. Славка Славова, з.а. Надя Топалова (Арабела), Лидия Вълкова, Милена Стратева, з.а. Иван Тонев, Георги Гайтанеков, Георги Джубрилов (Румбурак) и Михаил Петров.
Дублажът за Диема Фемили е на студио Медия Линк. Ролите се озвучават от Гергана Стоянова, Лина Шишкова, Илиян Пенев, Станислав Димитров и Стефан Сърчаджиев – Съра.
В дублажа на БНТ от 2016 г. са Цветослава Симеонова, Мина Костова, Елисавета Господинова, Стефан Димитриев, Живко Джуранов и Росен Русев.